# 亚兹德聚礼清真寺
亚兹德聚礼清真寺 (波斯語：‎ – Masjid-e-Jāmeh Yazd) 是伊朗亚兹德省亚兹德市的一座大型清真寺，出现在伊朗200里亚尔纸币的正面

## 历史
这座12世纪清真寺至今仍在使用。1324-1365年进行改建，是伊朗杰出的14世纪建筑之一。
根据历史学家研究，这座清真寺修建在萨珊王朝的拜火教庙宇遗址上。
亚兹德聚礼清真寺的一对萨菲王朝的叫拜楼是伊朗最高的叫拜楼，高达52米。其立面从上到下贴满蓝色的美丽瓷砖，内墙和天花板更是装饰着富丽豪华的马赛克瓷砖。

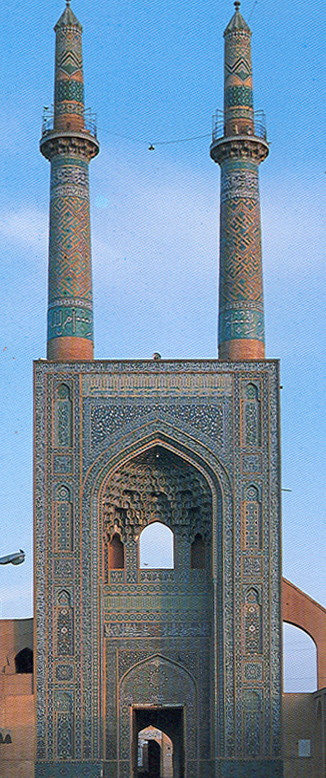
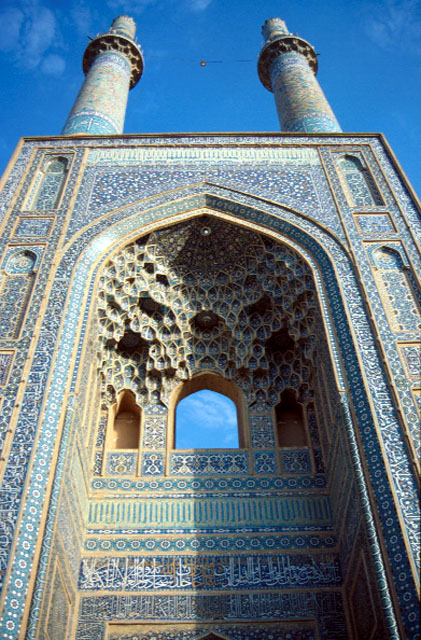
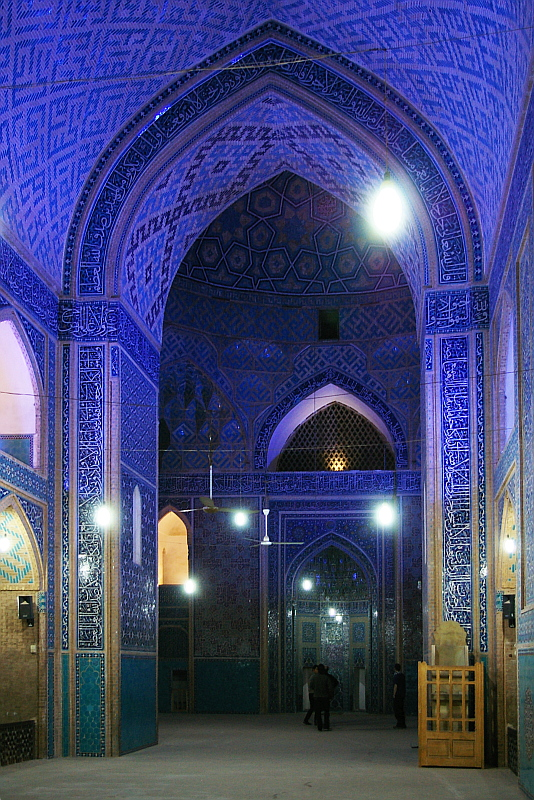
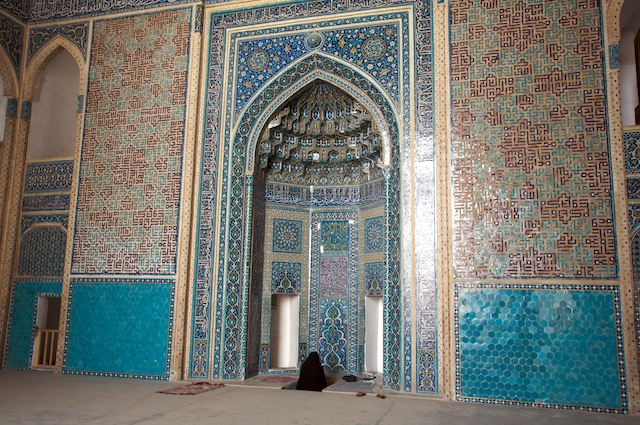
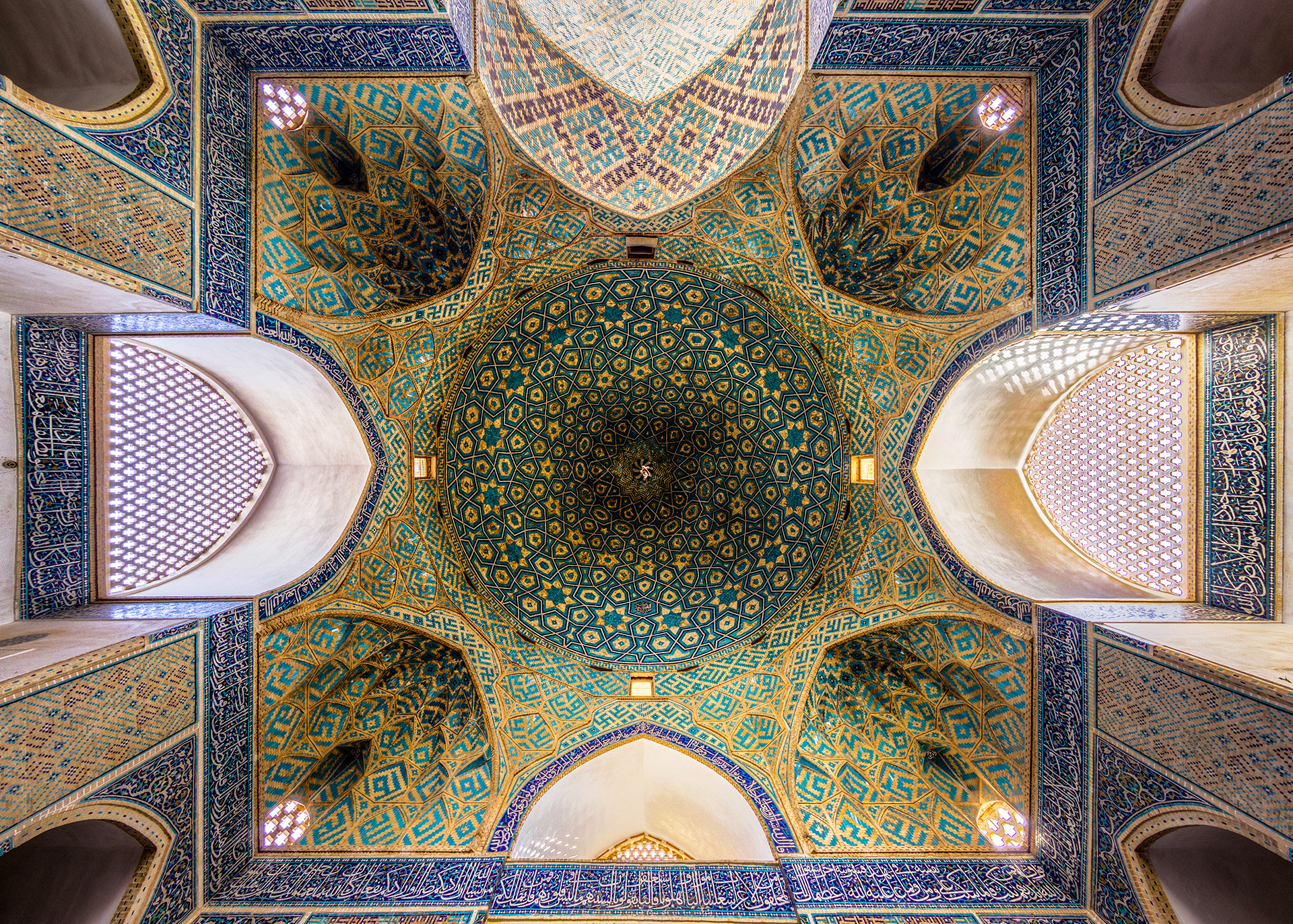
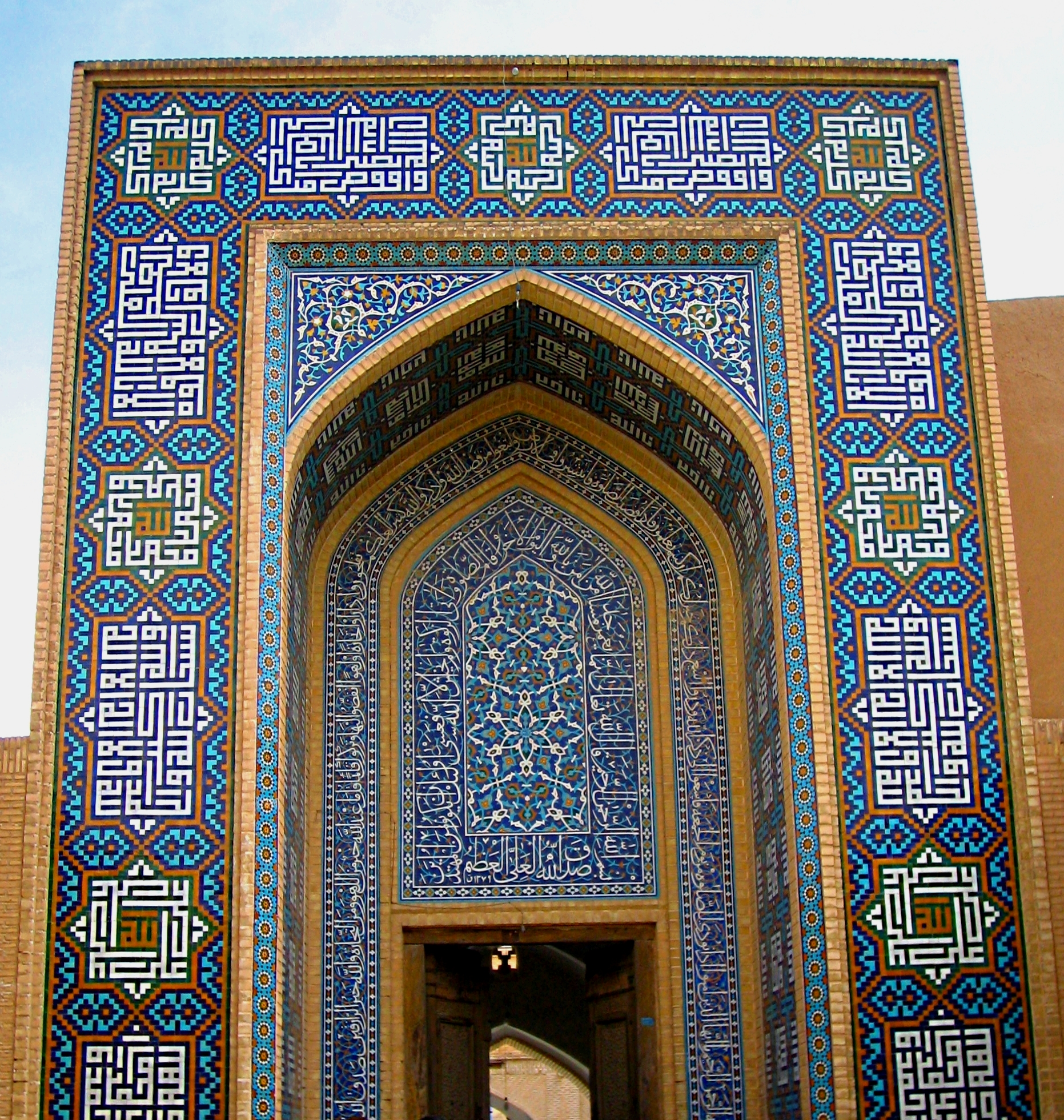
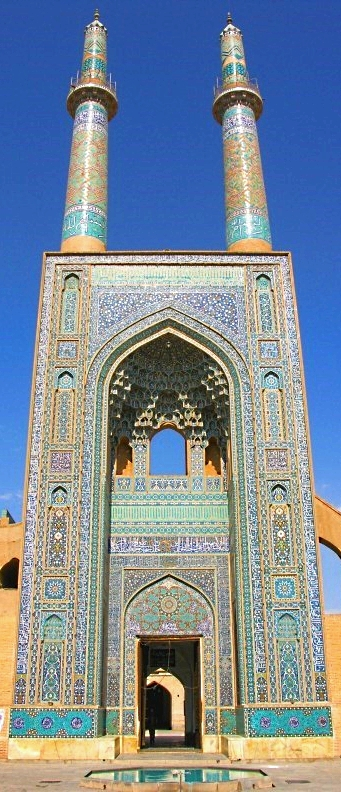
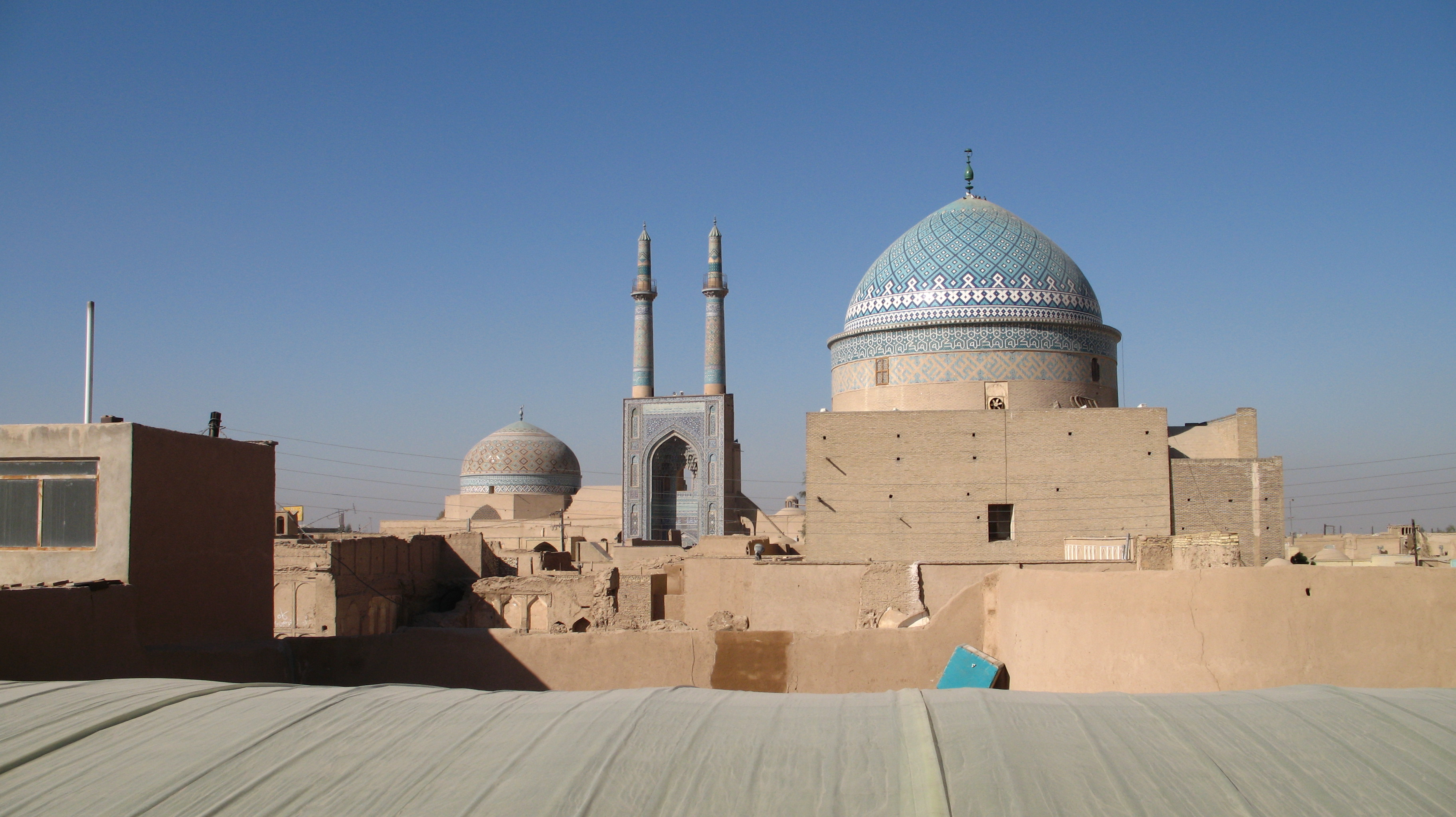